# 輪軸

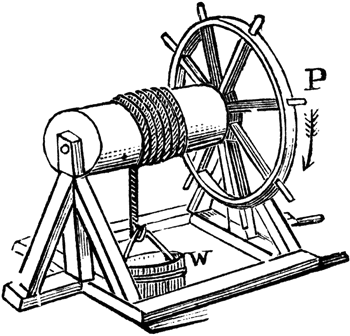
起重辘轳是典型輪軸的應用

輪軸是六種簡單機械之一，是文藝復興時期的科學家繪製希臘時期的科學文獻時所識別出來的。輪軸可視為是輪和軸的組合，二者一起旋轉，力可以從輪傳遞到軸，也可以從軸傳遞到輪。一般會用軸承固定軸的位置，而又使軸可以旋轉。
亞歷山卓的希羅將輪軸列為五個可以提升重物的簡單機械之一。一般認為他所指的是起重辘轳，可以迴轉把手，以省力的方式用繩子將重物提高，例如將井裡的水桶提到井口。
輪軸可視為另一種特別的槓桿，其施力是和輪軸的切線平行，輪軸的中心為其支點。輪軸的機械利益是其施力位置距輪軸中心的距離比值，也是輪的半徑和軸的半徑的比值。
輪軸有二種用途，一種是在輪上施力，是省力的機械，但較費時（例如門把和魚竿的捲線器），另一種是在軸上施力，是省時的機械，但較費力（例如腳踏車的後輪或汽車的傳動軸）。
輪軸和滑轮都屬於简单机械，而且兩者都是由繞著中心軸旋轉的圓輪組成。輪軸中強調的是輪和軸之間施力的關係，也常會將數個大小不同的輪放在同一軸上，繞同一軸旋轉；滑轮中的圓輪邊緣有凹槽，上面會纏繞繩索，再拉到其他的滑轮，主要是透過繩索在各滑轮中傳遞力及動能。

## 原理
轮轴可以被看成圓形的杠杆，其原理可以根据杠杆平衡条件来分析。
设轮（通常是较大的那个）的半径为{\displaystyle R}，施加在轮上的力为{\displaystyle F_{1}}；轴（通常是较小的那个）的半径为{\displaystyle r}，施加在轴上的力为{\displaystyle F_{2}}，则根据杠杆平衡条件，有
{\displaystyle F_{1}R=F_{2}r},
即
{\displaystyle {\cfrac {F_{1}}{F_{2}}}={\cfrac {r}{R}}}.

## 應用
- 以輪帶軸
  - 削鉛筆機的把手
  - 螺絲起子
  - 水龍頭開關
  - 汽車方向盤
  - 喇叭鎖
  - 石磨
  - 腳踏車前車輪
- 以軸帶輪
  - 竹蜻蜓
  - 腳踏車後車輪
  - 摩天輪
  - 電風扇
  - 藥研（日语：薬研）